# Kjell Rodian
Kjell Rodian (n. 30 iunie 1942, Frederiksberg, Danemarca – d. 29 decembrie 2007, Copenhaga, Danemarca) a fost un ciclist danez, medaliat olimpic. A participat la o ediție a Jocurilor Olimpice (1964) în care a câștigat o medalie de argint.

## Participări
Lista de mai jos prezintă principalele competiții la care a participat Kjell Rodian de-a lungul carierei.
- cycling at the 1964 Summer Olympics – men's individual road race[*]